# Sticherus bifidus
Sticherus bifidus är en ormbunkeart som först beskrevs av Carl Ludwig Willdenow, och fick sitt nu gällande namn av Ren-Chang Ching. Sticherus bifidus ingår i släktet Sticherus och familjen Gleicheniaceae. Inga underarter finns listade.